# Vollore-Ville
Vollore-Ville – to miejscowość i gmina we Francji, w regionie Owernia-Rodan-Alpy, w departamencie Puy-de-Dôme.
Według danych na rok 1990 gminę zamieszkiwało 697 osób, a gęstość zaludnienia wynosiła 23 osoby/km² (wśród 1310 gmin Owernii Vollore-Ville plasuje się na 315. miejscu pod względem liczby ludności, natomiast pod względem powierzchni na miejscu 211.).
Urodził się tu arcybiskup tokijski Jean-Baptiste-Alexis Chambon MEP.